# Leporellus
Leporellus és un gènere de peixos de la família dels anostòmids i de l'ordre dels caraciformes.

## Taxonomia
- Leporellus cartledgei (Fowler, 1941)
- Leporellus pictus (Kner, 1858)
- Leporellus retropinnis (Eigenmann, 1922)
- Leporellus vittatus (Valenciennes, 1850)[2][3][4][5][6][7]